# Stare Miasto (osiedle Wrocławia)
Stare Miasto – osiedle w centrum Wrocławia obejmujące najstarszą, zabytkową część miasta. Oprócz historycznego Starego Miasta (obszar między Odrą na północy a Fosą Miejską na wschodzie, południu i zachodzie) osiedle obejmuje również Ostrów Tumski (ograniczony ulicami Sienkiewicza na północy, Wyszyńskiego na wschodzie, placem Bema na zachodzie oraz Odrą na południu i zachodzie) oraz wyspy: Bielarską, Słodową, Młyńską, Piasek, Daliową i Tamkę. Do czasu zniesienia podziału miasta na pięć dzielnic (podział obowiązywał w latach 1952-1990), osiedle należało w większości do dzielnicy Stare Miasto, a częściowo do dzielnicy Śródmieście (Ostrów Tumski i wyspy).